# Red Krayola
Red Krayola (The Red Crayola inicialmente) foi uma banda de rock experimental fundada em Houston, Texas, Estados Unidos em 1966. Formada por estudantes de arte da Universidade St. Thomas (Texas), a banda tinha como líder o vocalista, guitarrista e artista visual Mayo Thompson, junto com o baterista Frederick Barthelme (irmão do escritor Donald Barthelme) e o baixista Steve Cunningham. Seus trabalhos anteciparam o punk, post-punk, indie rock e a cena no wave nos anos 1980 da cidade de Nova York.
Eles faziam uma música que mesclava noise rock, rock psicodélico e ocasionalmente, canções folk e country. Um presságio do que seria a estética lo-fi da maioria das bandas indie rock estadunidenses dos anos 1990.

## História

### Anos 1960
Em 1966 a banda assinou com o selo independente International Artists, mesmo selo da banda The 13th Floor Elevators. Em 1967 foi lançado o psicodélico, Parable of Arable Land, contendo seis músicas compostas pelo trio de músicos. Um disco com muita distorção e cacofonia, mais quatro canções barulhentas e experimentais chamadas Free-Form Freak-Outs. O líder dos 13th Floor Elevators, Roky Erickson também fez uma participação especial nas faixas "Hurricane Fighter Plane" (tocando órgão) e "Transparent Radiation" (tocando gaita). A faixa título é um tape loop de música electrônica mesclado com improvisação musical.
O álbum Coconut Hotel foi gravado em 1967, mas foi rejeitado pela International Artists por carecer de potencial comercial. Coconut Hotel tinha faixas nominadas como "Organ Buildup", "Free Guitar" e uma série de sons atonais para piano, trompete e percussão intituladas "One-Second Pieces". O disco não foi lançado até 1995. Durante esse período, a banda tocou em um concerto em Berkeley, Califórnia, onde eles prenderam um microfone em uma lamina de alumínio suspensa em um bloco de gelo. O Red Krayola também tocou com o guitarrista John Fahey e gravou um disco inteiro com a colaboração de Fahey, mas o presidente do selo Lelan Rogers apossou-se das fitas e da documentação da gravação de todas as sessões, não sendo mais o material visto desde então.
O segundo álbum a ser lançado (e o primeiro a ser lançado como " Red Krayola") foi em meados de 1968 e foi intitulado como God Bless the Red Krayola and All Who Sail With It. God Bless apresentou um meio senso entre Parable of Arable Land e Coconut Hotel, possuindo várias passagens de psicodelia cacofônica do primeiro álbum, mas composições mais curtas e minimalistas. Canções com guitarra, contrabaixo e bateria (interpassadas com ocasionais harmonias a cappella e interlúdios de piano), atingindo assim surpreendentes resultados melódicos. Somando-se aos experimentos inaudivelmente comerciais que remetiam a Coconut Hotel (a faixa "Listen To This" é um pedaço de segundos de introdução falada e "Free Piece" parece como um outtake from Coconut Hotel). O álbum não foi bem recebido pela crítica como o debut e a formação original do Red Krayola desmanchou-se neste disco.
Em 1969, Thompson gravou um disco solo chamado Corky's Debt to His Father por um pequeno selo chamado Texas Revolution. O álbum acabou constando em catálogo como obra do Red Krayola. Contém nele as usuais experimentações avant-garde de Thompson, consistindo em dez liricamente densas canções pop em vários estilos (blues-rockinspirado por Bob Dylan, pop-rock texano-mexicano com toques psicodélicos e country rock não diferente do trabalho de seu contemporâneo Gram Parsons. Thompson gravou com músicos de estúdio e nenhum de seus colegas do Red Krayola (ou do 13th Floor Elevators) participaram da gravação.

### Anos 1970 e 1980
Mayo Thompson continuou fazendo música, ambos sobre seu próprio nome e como The Red Crayola. Durante esse tempo, ele contou com o baterista Jesse Chamberlain e gravou o single "Wives in Orbit" e o disco Soldier Talk ambos respostas musicais ao punk rock. Suas colaborações na década de 1970 e na década de 1980 basearam-se em trabalhos com artistas e músicos avant-garde e experimentais da época. O Red Crayola contou com o conceito de arte coletiva e linguagem anglo-americana, que Thompson descreveu como "the baddest bastards on the block" (os malvados bastardos do pedaço), para três LPs: Corrected Slogans (1976), Kangaroo? (1981) (contando também com as membros do The Raincoats Gina Birch, Lora Logic e Swell Maps) e Black Snakes (1983).
Thompson juntou-se ao Pere Ubu por um período no começo dos anos 1980, participando dos discos The Art of Walking e Song of the Bailing Man. Também em uma trilha sonora para Derek Jarman. Durante esse tempo, ele foi prolífico produtor musical para uma série de outras seminais bandas de rock experimental e de rock alternativo, includindo The Fall (o álbum After the Gramme), The Raincoats, Scritti Politti, Blue Orchids, Cabaret Voltaire, Stiff Little Fingers, Kleenex/LiLiPUT, The Chills e Primal Scream.

### Anos 1990 – presente
Nos anos 1990 o Red Krayola encontrou um novo público, que veio à banda por músicos associados com a cena rock de Chicago e em particular a cena Post Rock. Drag City, selo que lançou vários discos, incluindo os LPs The Red Krayola (1994), Hazel (1996), e Fingerpainting (1999). O selo contava com: Jim O'Rourke e David Grubbs do Gastr del Sol, o post-conceitual artista visual Stephen Prina, o pintor alemão Albert Oehlen, George Hurley (ex-membro do Minutemen e atual Firehose), Tom Watson do Slovenly, Sandy Yang, Elisa Randazzo e John McEntire do Tortoise. Em 2006 a banda lançou um álbum, Introduction e um EP, Red Gold.
Em 1995, o Drag City lançou Coconut Hotel LP e em 1998 lançou The Red Krayola Live 1967 com material do Angry Arts Festival e Berkeley Folk Music Festival includindo sua colaboração ao vivo com John Fahey.
Em 2007 foi lançado Sighs Trapped By Liars, seguido em 2010 com o lançamento de Five American Portraits, que consistia em um retrato musical de Wile E. Coyote, dos presidentes estadunidenses George W Bush e Jimmy Carter, John Wayne, e Ad Reinhardt com vocais de Gina Birch.

## Discografia
| Discos de estúdio - The Parable of the Arable Land (1967) - God Bless the Red Krayola and All Who Sail With It (1968) - Soldier-Talk (1979) - Three Songs on a Trip to the United States (1983) - Malefactor, Ade (1989) - The Red Krayola (1994) - Coconut Hotel (1995) - Hazel (1996) - Fingerpainting (1999) - Japan in Paris in L.A. (2004) - Introduction (2006) | Discos de colaboração - Corrected Slogans (1976) - Kangaroo? (1981) - Black Snakes (1983) - Sighs Trapped by Liars (2007) - Five American Portraits (2010) EPs - Micro-Chips and Fish (1979) - Amor and Language (1995) - Blues, Hollers and Hellos (2000) - Red Gold (2006) Compilações e remix - Singles (2004) - Hurricane Fighter Plane (2006) - Fingerpointing (2008) Discos ao vivo - Live 1967 (1998) |